# Angeli o quasi
Angeli o quasi (Almost Angels) è un film del 1962 diretto da Steve Previn e prodotto dalla Disney. Il fiim è noto in Austria e Germania come Ein Gruss aus Wien. Narra le vicende di un gruppo di ragazzi de I piccoli cantori di Vienna (Wiener Sängerknaben).